# Oscar Paul
Oscar Paul (Freiwaldau (regione di Olomouc), 8 aprile 1836 – Lipsia, 18 aprile 1898) è stato un musicologo, scrittore, critico musicale ed insegnante di musica tedesco.

## Biografia
Oscar Paul nacque a Freiwaldau in Slesia (ora Jeseník nella Regione di Olomouc della Repubblica Ceca). Studiò a Görlitz e sotto Louis Plaidy, Ernst Richter e Moritz Hauptmann al Conservatorio reale di musica di Lipsia. Iniziò la carriera come pianista, ma presto scoprì di non essere adatto ad esso.
Dopo aver trascorso del tempo in diverse città tedesche, tornò a Lipsia nel 1866 per tenere lezioni private in armonia. Nel 1869 divenne insegnante al Conservatorio di Lipsia e nel 1872 un professore dell'università. Tra i suoi studenti figuravano: Felix Weingartner, Leoš Janáček, Fanny Davies, Cornelis Dopper, Alfred Hill, Hans Huber, Ferdinand Pfohl, Theodore Baker, W. Waugh Lauder (l'unico studente canadese di Franz Liszt), Rudolf Breithaupt, Johannes Gelbker, Emil Kronke, Heinrich Ordenstein, Albert Ross Parsons ed Otto Schweizer.
Morì nel 1898 all'età di 62 anni.

## Scritti
Nel 1866 Paul pubblicò Die absolute Harmonik der Griechen (L'assoluta armonia dei Greci). Ha curato Lehre von der Harmonik (Dottrina dell'armonia) di Hauptmann (1868), e scrisse Geschichte des Klaviers (Storia del pianoforte) (1869) e Handlexikon der Tonkunst (Lessico manuale dell'arte del suono) (1871–72).
Nel 1872 produsse la sua magnum opus, la sua traduzione e spiegazione dell'opera in cinque volumi De institutione musica di Boezio. Il suo Lehrbuch der Harmonik (Manuale di armonia) uscì nel 1880.
Paul era un collaboratore del Niederrheinische Musik-Zeitung (1853–1867).
Fondò e curò il periodico Tonhalle che fu poi unito nel Musikalisches Wochenblatt, di cui anche fu redattore. Fu il critico musicale del Leipziger Tagblatt per molti anni.